# Ебергард Герварт фон Біттенфельд
Не плутати з генерал-майором!
Карл Ебергард Герварт фон Біттенфельд (нім. Karl Eberhard Herwarth von Bittenfeld; 4 вересня 1796, Вертер — 2 вересня 1884, Бонн) — прусський воєначальник, генерал-фельдмаршал.
Брав участь у війнах 1813 і 1814 років. У 1864 році, під час німецько-датської війни, керував переправою прусських військ на острів Альзен. В австро-прусську війну 1866 року був командувачем Ельбською армією, з якою брав участь в боях при Гюнервассері, Мюнхенгреці і в битві при Кеніггреці.

## Нагороди
- Військова медаль 1813/15
- Орден Червоного орла різних ступенів
  - великий хрест (1866)
- Орден Корони (Пруссія) різних ступенів
- Хрест «За вислугу років» (Пруссія) (1836)
- Пам'ятна військова медаль 1863
- Pour le Mérite (21 серпня 1864)
- Пам'ятна медаль за війну 1864 року проти Данії
- Орден Чорного орла (1866)
- Пам'ятний хрест за кампанію 1866
- Дотація в розмірі 1 500 000 талерів (1866)
- Королівський орден дому Гогенцоллернів, командорський хрест
- Військовий орден Марії Терезії
- Пам'ятна військова медаль за кампанію 1970-71 для некомбатантів
- Орден Людвіга Гессенського, великий хрест
- Орден Святого Йоанна (Бранденбург), командор